# Machilly
Machilly is een gemeente in het Franse departement Haute-Savoie (regio Auvergne-Rhône-Alpes) en telt 954 inwoners (2005). De plaats maakt deel uit van het arrondissement Saint-Julien-en-Genevois.

## Geografie
De oppervlakte van Machilly bedraagt 5,8 km², de bevolkingsdichtheid is 164,5 inwoners per km².
De onderstaande kaart toont de ligging van Machilly met de belangrijkste infrastructuur en aangrenzende gemeenten.

## Demografie
Onderstaande figuur toont het verloop van het inwonertal (bron: INSEE-tellingen).